# Lista de clubes de futebol de Sergipe
Esta é uma lista de clubes de futebol do estado de Sergipe:

## Campeonato Sergipano2025
| Equipe              | Cidade                  | Estádio (Mando)                                             | Capacidade                                        |
| ------------------- | ----------------------- | ----------------------------------------------------------- | ------------------------------------------------- |
| América de Propriá^ | Propriá                 | Durval Feitosa                                              | 2 000                                             |
| Barra               | Barra dos Coqueiros     | João Cruz                                                   | 2 000                                             |
| Carmópolis          | Carmópolis              | Fernando França                                             | 2 500                                             |
| Confiança           | Aracaju                 | Sabino Ribeiro (Sabinão) Lourival Baptista (Arena Batistão) | 4 000 (Sabinão) 15 575 (Arena Batistão)           |
| Dorense             | Nossa Senhora das Dores | Ariston Azevedo (Aristão)                                   | 3 000                                             |
| Falcon              | Barra dos Coqueiros     | Adolfo Rollemberg Lourival Baptista (Arena Batistão)        | 2 000 (Adolfo Rollemberg) 15 575 (Arena Batistão) |
| Guarany             | Porto da Folha          | Caio Feitosa                                                | 3 000                                             |
| Itabaiana           | Itabaiana               | Etelvino Mendonça                                           | 11.224                                            |
| Lagarto             | Lagarto                 | Paulo Barreto (Barretão)                                    | 8 000                                             |
| Sergipe             | Aracaju                 | João Hora Lourival Baptista (Arena Batistão)                | 6 000 (João Hora) 14 000 (Arena Batistão)         |

- AMÉ ^ : O América de Propriá não mandou suas partidas como mandante no Estádio Durval Feitosa devido as más condições em que se encontra, tendo que atuar no Estádio Municipal Miguel Queiroz Suíra, localizado na cidade de Porto Real do Colégio, em Alagoas[1].

## Campeonato Sergipano - Série A22025
| Equipe                   | Cidade                   | Estádio (Mando)                   | Capacidade |
| ------------------------ | ------------------------ | --------------------------------- | ---------- |
| América de Pedrinhas     | Pedrinhas                | Roberto da Silva Alves (Robertão) | 600        |
| Atlético Gloriense       | Nossa Senhora da Glória  | Editon Oliveira                   | 3 000      |
| Boca Júnior              | Estância                 | Augusto Franco (Francão)          | 8 000      |
| Canindé                  | Canindé de São Francisco | André Avelino (Andrezão)          | 2 200      |
| Desportiva Aracaju       | Itabaiana                | Etelvino Mendonça                 | 11.224     |
| Flamengo de Japaratuba   | Japaratuba               | Adolfo Rollemberg                 | 2 000      |
| Freipaulistano           | Frei Paulo               | Jairton Menezes (Titão)           | 5 000      |
| Independente             | Simão Dias               | Albano Franco (Albanão)           | 10 235     |
| Olímpico de Itabaianinha | Itabaianinha             | Denison Fontes Souza (Souzão)     | 4 000      |
| Rosário Central          | Rosário do Catete        | Polycarpo Rezende (Rezendão)      | 5 000      |

## Campeonato Sergipano de Futebol de 2025 - Série A3
| Equipe                    | Cidade                   | Estádio (Mando)                                                                         | Capacidade                                       |
| ------------------------- | ------------------------ | --------------------------------------------------------------------------------------- | ------------------------------------------------ |
| Amadense                  | Tobias Barreto           | Antônio Brejeiro (Brejeirão) Sabino Ribeiro (Sabinão) Roberto da Silva Alves (Robertão) | 4 000 (Brejeirão) 4 000 (Sabinão) 600 (Robertão) |
| Aracaju FC                | Aracaju                  | Adolfo Rollemberg                                                                       | 2 000                                            |
| Boquinhense               | Boquim                   | João Trindade Filho (Estádio do SESI)                                                   | 5 000                                            |
| Botafogo de Cristinápolis | Cristinápolis            | Geraldo Oliveira (Geraldão)                                                             | 2 000                                            |
| Coritiba [CTB]            | Itabaiana                | Etelvino Mendonça                                                                       | 11.224                                           |
| Cotinguiba                | Aracaju                  | Lourival Baptista (Arena Batistão) Wellington Elias (Lelezão)                           | 14 000 (Arena Batistão) 3 000 (Lelezão)          |
| Estanciano                | Estância                 | Augusto Franco (Francão)                                                                | 8 000                                            |
| Força Jovem               | Aquidabã                 | Manoel Joaquim Porto (Manecão)                                                          | 2 000                                            |
| Maruinense                | Maruim                   | Antônio Carlos Valadares (Vavazão)                                                      | 10 235                                           |
| Propriá^                  | Propriá                  | Durval Feitosa                                                                          | 2 000                                            |
| Riachão                   | Riachão do Dantas        | Roberto Góis (Robertão)                                                                 | 2 000                                            |
| Santa Cruz                | Riachuelo                | Francisco Leite                                                                         | 2 000                                            |
| Sete de Junho             | Tobias Barreto           | Antônio Brejeiro                                                                        | 4 000                                            |
| Socorrense                | Nossa Senhora do Socorro | Wellington Elias (Lelezão)                                                              | 3 000                                            |
| Sport Socorro             | Nossa Senhora do Socorro | Wellington Elias (Lelezão)                                                              | 3 000                                            |

- PRO ^ : O Propriá não mandou suas partidas como mandante no Estádio Durval Feitosa devido as más condições em que se encontrava, tendo que atuar nos estádios Ariston Azevedo e Miguel Queiroz Suíra, localizados respectivamente nas cidades de Nossa Senhora das Dores e Porto Real do Colégio, esta última no estado de Alagoas[2].

## Clubes licenciados ou extintos
| Equipe                 | Cidade        | Estádio (Mando)                                       | Capacidade                  |
| ---------------------- | ------------- | ----------------------------------------------------- | --------------------------- |
| 13 de Julho            | Aracaju       |                                                       |                             |
| AD Maruinense          | Maruim        |                                                       |                             |
| América de Aracaju     | Aracaju       |                                                       |                             |
| Arauá                  | Arauá         |                                                       |                             |
| Associação Atlética    | Aracaju       |                                                       |                             |
| Atlântico              | Aracaju       |                                                       |                             |
| Atlético de Aracaju    | Aracaju       | Estádio Municipal de Aracaju                          |                             |
| Brasiliense            | Maruim        |                                                       |                             |
| Cantagalo              | Itabaiana     |                                                       |                             |
| Corinthians            | Frei Paulo    |                                                       |                             |
| Cruzeiro               | Simão Dias    | Luciano Cardoso                                       | 2 000                       |
| Esperança FC           | Aracaju       |                                                       |                             |
| ETEA                   | Aracaju       |                                                       |                             |
| Expressinho            | São Cristóvão |                                                       |                             |
| Gararu                 | Gararu        | João Alves Filho                                      | 2 000                       |
| Guarany de Aracaju     | Aracaju       |                                                       |                             |
| Industrial             | Aracaju       | Adolfo Rollemberg                                     | 2 000                       |
| Ipiranga               | Maruim        |                                                       |                             |
| Lagartense             | Lagarto       | Paulo Barreto (Barretão)                              | 8 000                       |
| Lagarto FC             | Lagarto       | Paulo Barreto (Barretão)                              | 8 000                       |
| Laranjeiras            | Laranjeiras   | Aníbal Franco                                         | 3 000                       |
| Macambira              | Macambira     | José Francisco de Oliveira (Severão)                  | 3 000                       |
| Madureira              | Aracaju       | Estádio Municipal de Aracaju Sabino Ribeiro (Sabinão) | (Municipal) 4 000 (Sabinão) |
| Náutico Brasil         | Aracaju       |                                                       |                             |
| Palestra               | Aracaju       | Adolfo Rollemberg                                     | 2 000                       |
| Palmeiras              | Aracaju       |                                                       |                             |
| Passagem               | Neópolis      | Estádio da Vila Passagem                              |                             |
| Paulistano             | Aracaju       | Estádio Municipal de Aracaju Sabino Ribeiro (Sabinão) | (Municipal) 4 000 (Sabinão) |
| Pirambu                | Pirambu       | André Moura                                           | 3 000                       |
| Riachuelo              | Riachuelo     | Francisco Leite                                       | 2 000                       |
| Rio Branco             | Capela        | Jackson Alves de Carvalho                             | 2 000                       |
| River Plate            | Carmópolis    | Fernando França                                       | 11.224                      |
| Santa Cruz de Estância | Estância      | Vila Operária                                         | 2 000                       |
| São Cristóvão          | São Cristóvão | Isaías Gileno Barreto (Campo do Limão)                | 4 000                       |
| São Domingos           | São Domingos  | Arnaldo Pereira                                       | 2 000                       |
| Sport Aracaju          | Aracaju       |                                                       |                             |
| União                  | Propriá       | Durval Feitosa                                        | 2 000                       |
| Vasco                  | Aracaju       | Lourival Baptista (Batistão)                          | 14 000                      |
| Vitória                | Aracaju       |                                                       |                             |